# Soca
Soca (também definido por seu inventor, Lord Shorty, como a "Soul Of Calypso" ou "Alma do Calipso" em português) é um gênero musical que se originou numa subcultura marginalizada em Trindade e Tobago no começo dos anos 1970, e se desenvolveu numa variedade de estilos nos anos 1980 e décadas seguintes. O Soca foi inicialmente desenvolvido por Lord Shorty na primeira metade dos anos 70 em um esforço para reviver o calipso tradicional, cuja popularidade estava caindo entre os jovens trinitários no começo dos anos 70 devido ao crescimento na popularidade do reggae jamaicano e do soul e funk americanos. O soca é derivado do kaiso/calipso, com influências da música latina, do kadans haitiano, do funk e do soul.
O soca evoluiu desde os anos 80 principalmente por meio de músicos de vários países caribenhos de língua inglesa não somente de seu país natal, Trindade e Tobago, mas também de Antígua e Barbuda, Montserrat, São Vicente e Granadinas, Barbados, Granada, Santa Lúcia, Ilhas Virgens Americanas e Britânicas, Jamaica, Bahamas, Guiana e Belize. Também houve contribuição significativa de artistas de países como Venezuela, Canadá, Panamá, Estados Unidos, Reino Unido e Japão.

## História
O soca se desenvolveu no começo dos anos 70 e cresceu em popularidade no decorrer desta mesma década. O desenvolvimento do soca enquanto gênero musical, inclui sua fusão com o calipso, chutney, soul/funk, música latina, kadans, e ritmos tradicionais da África Ocidental.
Um projeto musical foi iniciado em 1970 nos KH Studios, Sea Lots em Trinidad, procurando uma maneira de gravar o ritmo complexo do calipso na era das gravações multi-canais. Os músicos envolvidos no projeto foram Robin Imamshah (guitarra, líder do projeto), Angus Nunez (baixo), Errol Wise (bateria), Vonrick Maynard (bateria), Clarence James (percussão), Carl Henderson (teclados), David Boothman (cordas). Algumas das primeiras músicas gravadas nos KH Studios que se beneficiaram desse projeto de gravação são “Indrani” de Lord Shorty e "Calypso Zest" de Sensational Roots ambas gravadas em 1972. Mais tarde vieram os sucessos do soca “Endless Vibrations” e “Sweet Music” de Lord Shorty gravadas em 1974 e 1975 respectivamente e “Second Fiddle” de Ella Andall gravadas em 1975. Em 1976 “Savage” de Maestro e “Trinidad Boogie” de Last Supper (composta por Robin Imamshah) também se beneficiou da tecnologia de gravação multi-canal nos KH Studios.
O soca cresceu desde sua criação e passou a incorporar elementos do funk, soul, zouk, e dance, e continua a se misturar com a música contemporânea e seus estilos e tendências. O soca também tem sido incluído em filmes de Bollywood, música Bhangra, no pop panjabi, e na música disco dos Estados Unidos.

### Lord Shorty
O "pai" do soca foi um homem trinitário chamado Garfield Blackman que despontou para a fama como "Lord Shorty" com seu sucesso de 1964, "Cloak and Dagger" e assumiu o nome de "Ras Shorty I" no começo dos anos 80. Ele começou escrevendo músicas e atuando no gênero musical do calipso. Um músico e compositor prolífico e inovador, Shorty fez experiências fundindo o calipso com elementos da música indo-caribenha por quase uma década a partir de 1965, antes de lançar "The Soul of Calypso", por volta dos anos 70.
Shorty foi o primeiro a definir sua música como sendo "soca" em 1975 quando sua canção de sucesso “Endless Vibrations” tinha bastante popularidade nas estações de rádio, festas e clubes, não somente em Trindade e Tobago mas também em cidades como Nova Iorque, Toronto e Londres. Soca era originalmente escrito Sokah que significa “Soul of Calypso” com a parte “kah” tirada da primeira letra do alfabeto sânscrito e representando o poder do movimento, também como a influência de ritmos das Índias Orientais que ajudaram na criação da nova batida do soca. Shorty afirmou em várias entrevistas que teve a ideia para a nova batida do soca com a fusão rítmica do calipso com ritmos das Índias Orientais que ele usou no seu sucesso "Indrani" gravado em 1972. A batida do soca se solidificou como o novo ritmo popular que a maioria dos cantores de calipso em Trindade e Tobago começariam a adotar por volta da mesma época em que Shorty gravou seu grande sucesso crossover “Endless Vibrations” em 1974.
Shorty também gravou um álbum no meio de 1975 chamado “Love In The Caribbean” que continha músicas crossover de soca antes de lançar o álbum numa turnê para promover o mesmo. Durante a turnê de promoção do seu álbum de 1975 “Love In The Caribbean” Shorty esteve na ilha de Dominica na sua viagem de volta a Trindade e viu a maior banda de Dominica, Exile One tocando no Fort Young Hotel. Shorty se inspirou a compor e gravar uma música que misturava soca e cadence-lypso chamada “E Pete” ou “Ou Petit” que pode ser entendida como a primeira deste tipo neste estilo de soca. Shorty buscou e conseguiu ajuda com as letras em crioulo que ele usou no refrão da música “E Pete”, os responsáveis por ajudar Shorty foram Lord Tokyo, coroado Rei do Calipso da Dominica em 1969, e dois letristas crioulos, Chris Seraphine e Pat Aaron enquanto ele esteve em Dominica. A música “E Pete” por isso tem letras em crioulo verdadeiro no refrão como "Ou dee moin ou petit Shorty" (que significa "você me disse que era pequeno Shorty"), e é uma combinação de soca, calipso, cadence-lypso and crioulo. As músicas Endless Vibrations and Soul of Calypso, gravadas em 1974 por Shorty, trouxeram fama regional e internacional ao soca, e ajudaram a solidificar o grande e crescente Soca Movement liderado por Shorty.

## Terminologia
Soca simplesmente significa "Soul of Calypso" (Alma do Calipso em português), mas o nome não tem nada a ver com uma fusão entre a soul music americana e o calipso, porque o soca é ritmicamente uma fusão de ritmos africanos/calipso e ritmos das Índias Orientais. A história do Soca é multi-facetada. No que diz respeito ao nome soca, Lord Shorty inicialmente grafava seu estilo musical híbrido como "sokah" e afirmou numa entrevista em 1979 para a Carnival Magazine que "Eu criei o nome soca. Eu inventei o soca. E eu nunca escrevi s-o-c-a. Escrevia s-o-k-a-h para refletir a influência das Índias Orientais." A grafia s-o-c-a rapidamente se tornou a grafia popular depois de o jornalista Ivor Ferreira entrevistar Shorty para uma matéria sobre o novo estilo de calipso que ele estava criando, essa entrevista foi publicada durante a temporada de carnaval de 1976 em Trindade e Tobago. A matéria recebeu o título de "Shorty Is Doing Soca" e desde então, s-o-c-a rapidamente se tornou a grafia que a maioria do público trinitário viu na mídia impressa para designar o novo estilo de calipso que estava surgindo.

## Estilos relacionados
O soca evoluiu como a maioria dos outros estilos musicais ao longo dos anos, com cantores de calipso e soca, músicos e produtores fazendo experimentos fundindo o soca com outros ritmos caribenhos.

### Chutney soca
O chutney soca é um dos estilos originais do soca criados por Lord Shorty que contém fortes influências musicais das Índias Orientais; É um estilo de soca se originou em Trindade e Tobago; muitas músicas têm letras em inglês e "hindi". O termo chutney soca foi criado pela artista indo-trinitária Drupatee em 1987 quando ela gravou a música "Chatnee Soca", que viria a se tornar um sucesso. Logo após 1987, a grafia foi alterada para chutney soca. Antes de 1987 essa fusão musical era às vezes denominada como indo soca ou soca indiano. Deve-se levar em conta também que o termo Chutney que está sendo usado para se referir a música indo-caribenha não se popularizou até 1987, quando muitos indo-trinitários começaram a abreviar o termo "chutney soca" para "chutney" em alusão as músicas chutney soca que eram cantadas somente em hindi.

### Ragga soca
O ragga soca é a fusão do soca e a antiga forma de composição artística das letras de artistas jamaicanos conhecida como "DJing" ou "Chanting". É uma fusão de dancehall e calipso/soca contemporâneo, que tem uma batida de andamento lento com uso moderado do baixo e de instrumentos eletrônicos. Bunji Garlin é um dos artistas que canta ragga soca em Trindade and Tobago desde o final dos anos 90s e é chamado de Rei do Ragga Soca. "Dancehall Soca" e "Bashment Soca" são outros termos usados para se referir ao ragga soca e esses outros termos são usados às vezes dependendo da preferência do artista e do país caribenho de onde ele vem.

### Parang soca
O parang soca ou soca parang, é a fusão do calipso, soca, parang e música latino-americana. Tem suas origens em Trindade e Tobago e é muitas vezes cantado misturando os idiomas inglês e espanhol. O primeiro sucesso do parang soca foi uma música chamada "Parang Soca" composta pelo cantor de calipso, Crazy, lançada no Natal de 1978. Esta música deu nome a este sub-gênero do soca. Crazy é visto como o pioneiro do Parang soca, e é conhecido como o Rei Original do Parang Soca.

### Steelband soca

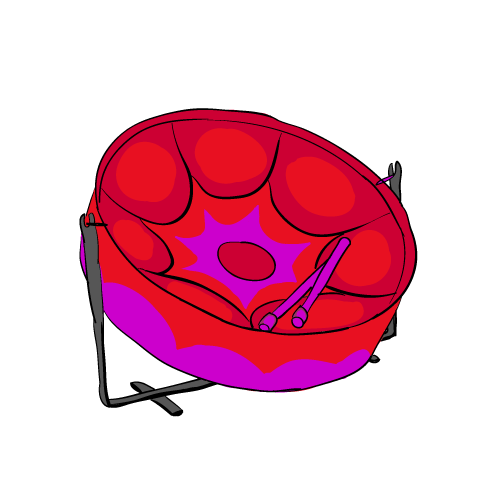
Ilustração de um tambor de aço

O steelband soca, também conhecido como Pan Kaiso em Trindade e Tobago, é o soca composto para ser tocado com tambores de aço que são instrumentos de percussão usados no soca e no calipso; o ritmo se tornou tão popular que evoluiu em um gênero musical a parte. Este estilo de soca teve seus primórdios com o falecido Lord Kitchener cujas músicas são as mais tocadas pelas steelbands nas competições anuais do Panorama, em Trindade e Tobago. O tambor de aço se originou em Trindade e Tobago durante o final dos anos 30. Tambores de aço são tambores feitos à mão, em formato de cuia feitos com tambores de óleo que produzem diferentes notas quando tocados. Steelbands são grupos de músicos que tocam músicas somente com esses tambores. Existem vários tipos de tambores de aço, cada um com suas próprias alturas de tom.

### Groovy soca
Apesar da maioria das primeiras músicas do soca dos anos 70 serem compostas em um ritmo dançante, o groovy soca se tornou popular como tendência e estilo de soca começando com a música "Frenchman" de Robin Imamshah em 1990.
O termo groovy soca foi criado em meados de 2005 pelos organizadores do festival International Soca Monarch como um repaginamento dos estilos de soca com uma batida mais lenta que eram populares em Trindade e Tobago desde a criação do soca no começo dos anos 70.
Este estilo crescente foca na melodia do soca, parcialmente motivado por críticas a onipresença do "pule e balance" nas letras e músicas do soca. O groovy soca apresenta vocais sensuais e ritmo com batidas lentas e médias, e frequentemente incorpora elementos do zouk e do ragga soca. Nos dias atuais é possível encontrar o groovy soca misturado com tons e letras de R&B juntamente com melodias e ritmos africanos.

### Bouyon soca
O bouyon soca, às vezes chamado de "jump up soca", um gênero musical que tipicamente mistura música bouyon dos anos 90 e soca. O term bouyon soca foi criado por produtores e músicos nascidos fora de Dominica, majoritariamente nascidos em Santa Lúcia, que abarcam tanto o soca de Trinidade e o Bouyon de Dominica e portanto acham natural produzir canções que combinam ambos estilos. O bouyon é um estilo musical que se originou em Dominica e é distinguível da sua contraparte mais velha, o soca.
Em Dominica, enquanto pode haver fusões ocasionais, o bouyon sempre manteve um estilo claro, reconhecível e diferente do soca. Fora de Dominica, a fusão entre o bouyon e o soca é popular em ilhas como Antígua, Santa Lúcia, Guadalupe e Martinica e é uma evolução natural da fusão entre o zouk e o soca que foi popular lá durante os anos 80.

### Power soca
O termo power soca foi criado em meados de 2005 pelos organizadores do festival International Soca Monarch como uma repaginação do soca de batidas rápidas e estilo "pule e balance" que era popular em Trindade e Tobago durante o começo dos anos 90. Este estilo mais rápido de soca costuma agradar aos to the jovens festeiros e aqueles que gostam de malhar em academias para entrar em forma para o Carnaval. O artista de calipso e soca Superblue, anteriormente conhecido como 'Blue Boy' de Trindade e Tobago foi pioneiro nesse estilo com sua música "Get Something & Wave" lançada em 1991. O power soca de hoje é conhecido por sua alta taxa de BPM (que varia entre 155–163) e sua percussão e sintetizadores agressivos. Hoje, o estilo transcendeu do seu som original, mais pesado para um mais leve e dançante, mas manteve sua base de ritmo rápido.

## Instrumentalização
O Soca é baseado numa forte seção rítmica que por vezes é gravada usando sons de percussão obtidos por meio de sintetizadores e então sequenciado por computadores; no entanto, para apresentações ao vivo, o percussionista emula a versão gravada, podendo usar percussão eletrônica para gerar mostras de percussão. A bateria e percussão são geralmente altas nesse estilo musical e por vezes são os únicos instrumentos além dos vocais. O soca é realmente definido pela sua percussão alta e rápida. Sintetizadores são usados por vezes no soca moderno, substituíram os tradicionais instrumentos de sopro em apresentações de menor porte. Guitarras e baixos são usados frequentemente e estão presentes em apresentações ao vivo. Instrumentos de sopro são usados ocasionalmente em apresentações ao vivo na maioria em shows de grande porte. É geralmente composta por dois trompetes e um trombone, com saxofones fazendo parte da banda em algumas ocasiões. Invariavelmente outros instrumentos de metal podem ser incluídos como campanas ou freios a tambor automotivos.

## Músicas soca de sucesso ou que incorporam elementos do soca
- "Hot Hot Hot" - Arrow
- "Island Girl" - Burning Flames, usada no filme Weekend at Bernie's
- "Soul on Fire"  - Ken Marlon Charles
- "Doggie" - Anslem Douglas (regravada mais tarde pelo Baha Men)
- "Who Let the Dogs Out?" - Baha Men (gravada originalmente por Anslem Douglas)
- "Lucy" - Destra
- "Doh Tell Meh Dat" - Flipo a.k.a. Azaryah
- "Differentology" - Bunji Garlin
- "Clapping Soca" - Robin Imamshah, usada no filme G.O.R.P
- "Sweet Soca Song (La La La Ti Ti Ti)" - Robin Imamshah (primeira música soca a ir para o Top 200 da Billboard)
- "Soca Dance" - Charles D. Lewis
- "Follow De Leader" - Nigel & Marvin Lewis
- "Top Striker" - Lil Natty and Thunda (Wuss Wayz)
- "Turn Me On" - Kevin Lyttle
- "Come Dig It" - Machel Montano
- "Defense (The Anthem Remix)" - Machel Montano, Pitbull and Lil Jon
- "One Wine" - Machel Montano feat. Major Lazer
- "Nookie" - Jamesy P
- "All I Know" - Claudette Peters
- "Ragga Ragga" - Red Plastic Bag
- "Night and Day" - Patrice Roberts and Shenseea
- "Tempted to Touch" - Rupee
- "Game of Love and Unity" - Shaggy, Rupee and Fay-Ann Lyons, Tema oficial da Copa do Mundo de Críquete de 2007 sediada nas Índias Ocidentais
- "DJ Ride" - Square One
- "Raggamuffin" - Square One
- "Far From Finished"- Voice

## Na mídia
- Televisão - Clipes de Soca são tocados em vários canais de televisão como: CaribVision, Centric, Synergy TV, and Tempo TV
- O tema de abertura da série britânica de TV Desmond's é uma música soca.

Em 2014 a iTunes Store da Apple se tornou a maior loja virtual a reconhecer o calipso e o soca como parte do seu catálogo oficial de gêneros musicais.